# Günther Pospischil
Günther Pospischil (* 21. Mai 1952 in Wien) ist ein ehemaliger österreichischer Fußball-Nationalspieler. Der Verteidiger wurde fünfmal österreichischer Meister mit der Wiener Austria. 

## Karriere
Günther Pospischil begann seine Fußballkarriere beim SV Zeiselmauer, von wo er zum nahegelegenen SC Tulln in die zweitklassige Regionalliga Ost kam. 1974 wurde er von der Wiener Austria als zweiter Tullner nach Alfons Dirnberger abgeworben. In der Abwehr spielte er in der Folgezeit vor allem mit Erich Obermayer sowie Josef und Robert Sara. Bereits in seiner ersten Saison wurde Günther Pospischil österreichischer Meister, von 1978 bis 1981 konnte er gleich vier weitere Meisterschaften in Serie mit den Veilchen feiern. Komplettiert wird diese Titelsammlung von zwei ÖFB-Cupsiegen.
International erreichte Günther Pospischil mit dem Einzug in das Finale des Europacup der Cupsieger 1978 seinen Höhepunkt mit dem Verein, just in dieser Saison war er jedoch von Ernst Baumeister aus der Stammelf verdrängt worden, sodass er nicht im Prinzenparkstadion spielte. 1979 gelang mit ihm als Stammspieler – Ernst Baumeister war ins Mittelfeld aufgerückt – aber der Einzug ins Halbfinale des Europacups der Landesmeister. 
Im Anschluss an die Europacuperfolge kam Günther Pospischil am 29. August 1979 auch zu seinem Länderspieldebüt für die österreichische Nationalmannschaft bei einem 4:0-Erfolg gegen Norwegen. Er kam in der Folgezeit unter Karl Stotz auf insgesamt fünf Einsätze im Team. Bereits in seiner Anfangszeit bei der Austria hatte er noch als Amateur von 1975 bis 1976 insgesamt zehn Spiele für die österreichische Amateur-Nationalmannschaft absolviert, darunter auch die Qualifikationsspiele für die Olympischen Spiele 1976. 
Nach seiner erfolgreichen Zeit bei der Wiener Austria ging Günther Pospischil 1981 in die Zweite Division zur Vienna. Reformbedingt gelang bereits 1982 der Aufstieg als Tabellendritter in die 1. Division, wo der Klassenerhalt aber nicht gelang. So kehrte Günther Pospischil wieder zum SV Zeiselmauer zurück.

## Erfolge
- 1 × Finale Europacup der Cupsieger: 1978
- 1 × Halbfinale Europacup der Landesmeister: 1979

- 5 × Österreichischer Meister: 1976, 1978, 1979, 1980, 1981
- 2 × Österreichischer Cupsieger: 1977, 1980

- 5 Spiele für die österreichische Fußballnationalmannschaft von 1979 bis 1980
- 10 Spiele für die österreichische Amateur-Fußballnationalmannschaft von 1975 bis 1976

| Personendaten    | Personendaten                   |
| ---------------- | ------------------------------- |
| NAME             | Pospischil, Günther             |
| KURZBESCHREIBUNG | österreichischer Fußballspieler |
| GEBURTSDATUM     | 21. Mai 1952                    |
| GEBURTSORT       | Wien                            |